# SN 2000G
SN 2000G – supernowa typu II odkryta 5 lutego 2000 roku w galaktyce UGC 1773. W momencie odkrycia miała maksymalną jasność 17,20m.